# Marblehead (Ohio)
Pour les articles homonymes, voir Marblehead.
Marblehead est un village américain situé dans le comté d'Ottawa, dans l’Ohio. Selon le recensement de 2010, sa population est de 903 habitants.